# Gilkeya
Gilkeya es un género de hongos de la familia Pyronemataceae. Es monotípico y solo contiene la especie Gilkeya compacta. Su nombre hace referencia a la micóloga norteamericana Helen Margaret Gilkey.